# Posoqueria versicolor
Posoqueria versicolor är en måreväxtart som beskrevs av John Lindley. Posoqueria versicolor ingår i släktet Posoqueria och familjen måreväxter.
Artens utbredningsområde är Kuba. Inga underarter finns listade i Catalogue of Life.